# The Inbetweeners
The Inbetweeners – brytyjski serial komediowy emitowany przez stację E4 w latach 2008-2010. Serial opowiada o życiu czterech mieszkających na przedmieściach nastolatków. Powstały trzy serie serialu, liczące po sześć odcinków każda.
Serial był dwukrotnie nominowany do nagrody BAFTA dla najlepszej komedii sytuacyjnej (w 2009 i 2010 roku) oraz otrzymał nagrodę British Comedy Awards dla najlepszego sitcomu 2010 roku.

## Obsada
- Simon Bird jako Will McKenzie
- Joe Thomas jako Simon Cooper
- James Buckley jako Jay Cartwright
- Blake Harrison jako Neil Sutherland

## Lista odcinków
| Nr             | Tytuł                        |
| -------------- | ---------------------------- |
| SERIA PIERWSZA |                              |
| 1-1            | First Day                    |
| 1-2            | Bunk Off                     |
| 1-3            | Thorpe Park                  |
| 1-4            | Girlfriend                   |
| 1-5            | Caravan Club                 |
| 1-6            | Xmas Party                   |
| SERIA DRUGA    |                              |
| 2-1            | The Field Trip               |
| 2-2            | Work Experience              |
| 2-3            | Will's Birthday              |
| 2-4            | A Night Out in London        |
| 2-5            | The Duke of Edinburgh Awards |
| 2-6            | Exam Time                    |
| SERIA TRZECIA  |                              |
| 3-1            | The Fashion Show             |
| 3-2            | The Gig and the Girlfriend   |
| 3-3            | Will's Dilemma               |
| 3-4            | Trip to Warwick              |
| 3-5            | Home Alone                   |
| 3-6            | The Camping Trip             |